# G-Stack
A partire dal 1952 in Italia si svolse una serie di voli internazionali in pallone per lo studio delle particelle elementari, che culminò nel 1954 con il lancio di un grande pacco di emulsione nucleare, il G-Stack (“giant”-stack). Le lastre di emulsioni, esposte ad altitudini di circa 30,000 metri, erano in grado di registrare tracce complete dei prodotti di decadimento dei mesoni K (o kaoni), consentendone uno studio sistematico, in seguito all'emergere di pressanti interrogativi in seno alla comunità scientifica. Il volo, organizzato dalle università di Bristol, Milano e Padova, avvenne il 12 ottobre 1954 da Novi Ligure e produsse importanti risultati, principalmente esposti durante la conferenza di Pisa del giugno 1955.